# Église Saint-Gérard de The Valley
L'église Saint-Gérard est une église catholique située à The Valley, à Anguilla.

## Historique
L'église suit le rite romain ou tridentin et dépend du diocèse de Saint John's-Basseterre, créé en 1971 par le pape Paul VI par la bulle papale « Cum nobis » et dont le siège est partagé entre Saint John's, à Antigua-et-Barbuda et Basseterre, à Saint-Christophe-et-Niévès.
Une première chapelle fut construite en 1948, mais fut détruite par un ouragan en 1961. Les catholiques utilisèrent alors la Maison Wallblake adjacente comme lieu de culte temporaire jusqu'à l'achèvement de l'église actuelle.